# Emile La Sére
Emile La Sére (* 1802 in Santo Domingo; † 14. August 1882 in New Orleans, Louisiana) war ein US-amerikanischer Politiker. Zwischen 1846 und 1851 vertrat er den Bundesstaat Louisiana im US-Repräsentantenhaus.

## Werdegang
Um das Jahr 1805 kam Emile La Sére mit seinen Eltern nach New Orleans im damaligen Orleans-Territorium. Dort besuchte er die öffentlichen Schulen. Danach wurde er in Jackson und später für einige Jahre in Mexiko im Handel tätig. Im Jahr 1840 wurde er für einige Jahre als Sheriff Polizeichef des Bezirks von New Orleans.
La Sére schloss sich der Demokratischen Partei an. Nach dem Rücktritt des Abgeordneten John Slidell wurde er bei der fälligen Nachwahl für das erste Abgeordnetenmandat von Louisiana als dessen Nachfolger in das US-Repräsentantenhaus in Washington, D.C. gewählt. Dort trat er am 29. Januar 1846 sein neues Mandat an. Nachdem er bei den beiden folgenden regulären Wahlen jeweils bestätigt wurde, konnte er bis zum 3. März 1851 im Kongress verbleiben. Der Beginn seiner dortigen Zeit war von den Ereignissen des Mexikanisch-Amerikanischen Krieges überschattet. Zwischen 1846 und 1847 war Emile La Sére Vorsitzender des Ausschusses zur Kontrolle der Ausgaben des Postministeriums.
Während des Bürgerkrieges war La Sére Major in der Armee der Konföderierten Staaten. Nach dem Krieg war er mehr als 15 Jahre lang Parteivorsitzender der Demokraten in Louisiana. Außerdem wurde er Präsident der Tehuantepec Railroad Co. in Mexiko. Emile La Sére starb am 14. August 1882 in New Orleans.